# Françoise Hudry
Pour les articles homonymes, voir Hudry.
Françoise Hudry, née Bichelonne le 18 février 1938 à Nancy, est une philologue et traductrice française.

## Eléments biographiques
Élève de l'École nationale des chartes, elle y obtient en 1962 le diplôme d'archiviste paléographe avec une thèse intitulée : « Le comté de Bar après le traité de Bruges : la politique du comte Édouard Ier (1302-1336) »,.

## Œuvres
Françoise Hudry a édité, traduit ou participé à l'édition ou à la traduction des auteurs et ouvrages suivants :
- Al-Kindi. De radiis stellarum (Des rayons stellaires) ou Stellatis ou Theorica artium magicarum. Édition (latine), avec  Marie-Thérèse d'Alverny, De radiis, in : Archives d'histoire doctrinale et littéraire du Moyen Âge, 41 (1974), p. 139-260, texte p. 215-260.
- Pseudo Apollonius de Tyane : Le De secretis nature du ps.-Apollonius de Tyane, traduction latine par Hugues de Santalla du Kitab sirr al-haliqa éditée et présentée par Françoise Hudry. Chrysopœia, VI (1997-1999),1-154.
- Porphyre. Sur la manière dont l'embryon reçoit l'âme. Études d'introduction par Marie-Hélène Congourdeau, Luc Brisson, Gwenaëlle Aubry et al. ; texte grec révisé par Tiziano Dorandi. Avec Luc Brisson, Bernard Collette-Dučić et al. ; traduction anglaise par Michaël Chase ; travaux édités sous la responsabilité de Luc Brisson ; avec la collaboration de Gwenaëlle Aubry, Marie-Hélène Congourdeau et Françoise Hudry. Paris : Librairie philosophique J. Vrin, 2012, cop. 2012
- Alain de Lille. La plainte de la nature (De planctu naturae). Introduction, traduction et notes par Françoise Hudry. Paris : Les Belles lettres, 2013
- Le Livre des XXIV philosophes : résurgence d'un texte du IVe siècle. Introduction, texte latin, traduction et annotations par Françoise Hudry. Paris : J. Vrin, 2009